# Flyn, Strömsunds kommun
Flyn är en by som ligger ca 1.5 mil utanför Hoting i Jämtlands län.
Flyn är känt för sina fina fiskevatten som inte är fiskekortsbelagt utan det är bara boende invånarna som får fiska där.
Den lilla "ån" är Faxälven som börjar i Ströms Vattudal.